# Klasifikovanje galaksija
 Klasifikovanje galaksija je svrstavanje galaksija u grupe na temelju raznih kriterijuma, najčešće oblika, ali takođe i drugih svojstava.
Postoji više takvih sistema podele, od kojih su najpoznatiji sledeći:
1. Klasifikacija Knuta Emila Lundmarka nastala je oko 1922. godine, a prvi put je objavljena 1926. godine. Isključivo je morfološka.
2. Habl-Sandidž klasifikacija se idejno pojavljuje 1925. godine, prva verzija objavljena je 1936. godine, a druga 1961. godine. Takođe je morfološka, ali se mogu slediti i neka fizična svojstva galaksija.
3. Klasifikacija Žerar de Vokuleura objavljena 1956. godine predstavlja jednu modifikaciju Habl-Sandidž sistema.
4. Klasifikacija Vilijama Vilsona Morgana idejno nastaje 1957. godine, a biva objavljivana 1958, 1959. i 1961. godine, svaki put u malo izmenjenoj verziji. Temelji se na fizičkim svojstvima galaksija, dok je oblik same galaksije od manje važnosti.
5. Erik Holmberg objavljuje modifikaciju Habl-Sandidž sistema 1958. godine.
6. Klasifikacija Sidni van den Berga, koja se temelji na fizičkim svojstvima, javlja se 1960. godine.
7. Fric Cviki temelji svoju klasifikaciju isključivo na fizičkim svojstvima galaksija. Ova klasifikacija objavljena je 1964. godine.

## Lundmarkova klasifikacija
Klasifikacija je nastala oko 1922. godine, prvi put je objavljena 1926. godine. Isključivo je morfološkog karaktera.

### Uvod
Ova klasifikacija nije toliko poznata kao Habl-Sandidžov sistem, ali je zanimljiva zbog toga što joj je vrlo slična, pa su je neki smatrali plagijatom, iako je dokazano nastala pre Hablovog predloga. Kriterijum po kojem je Lundmark svrstavao galaksije drugačiji je od Hablovog. Podela unutar razreda temelji se na stupnju koncentracije prema središtu. Klasifikacija „anagalaktičkih” maglina deli galaksije u četiri razreda:
1. Anomalni objekti
2. Kuglaste, eliptične, elongirane, ovalne ili lećolike magline
3. Magelanove magline
4. Spiralne magline

### Opis klasifikacije
Lundmark je klasifikovao sve vrste nebeskih maglina, a galaksije je pod imenom „anagalaktičke magline” označio sa II, ili A:
II. Anagalaktičke magline..........A
Anagalaktičke magline dele se u četiri razreda:
1. Anomalne magline..........Aa
Struktura vrlo osobena i podseća na neke od planetarnih maglina.
Primeri: NGC 2537, NGC 5144
2. Kuglaste, eliptične, elongirane, ovalne ili lećolike magline..........Ae
Spiralna se struktura ne može slediti, ali ovde spadaju spiralne galaksije koje se vide sa strane. Obuhvata velik broj objekata. S obzirom na stupanj koncentracije prema središtu, razlikuje se šest tipova:
a) Vrlo malo zbijene prema središtu..........Ae0
Primer: NGC 4302
b) Malo zbijene prema središtu..........Ae1
Primer: IC 2233
c) Nešto zbijene prema središtu..........Ae2
Primer: NGC 1600
d) Prilično zbijene prema središtu..........Ae3
Primer: NGC 4382
e) Mnogo zbijene prema središtu..........Ae4
Primer: NGC 4278
f) Vrlo mnogo zbijene prema središtu..........Ae5
Primer: NGC 4486
U slučaju ako je prisutna apsorpcija, dodaje se nakon oznake tipa slovo a, (npr. Ae2a)
3. Magelanove magline..........Am
Ovaj razred obuhvata nepravilne galaksije ili galaksije kod kojih se može nazreti degeneracija spiralnosti. Lundmark je verojatno ovim razredom hteo da obuhvati prelazne galaksije s onih bez spiralne strukture na spiralne galaksije. S obzirom na stupanj koncentracije prema središtu, razlikuju se dva podrazreda, odnosno šest tipova:
1) Vrlo malo ili uopšte bez zbijenosti prema središtu
a)..........Am0
Primer: NGC 4449
2) Različiti stupnjevi zbijenosti prema središtu
b)..........Am1
c)..........Am2
d)..........Am3
e)..........Am4
f)..........Am5
4. Spiralne magline..........As
Razlikuje se sedam podrazreda, odnosno jedanaest tipova:
1) Spiralna struktura jedva vidljiva
a)..........As0
Primer: NGC 4594
2) Različiti stupnjevi zbijenosti prema središtu
b)..........As1
c)..........As2
d)..........As3
e)..........As4
f)..........As5
Unutar ovoga podrazreda razlikuju se dve varijante:
Kontinuirani spiralni krakovi..........As1c - As5c
Spiralni krakovi razbijeni u pege ili odeljene tačke..........As1b - As5b
3) Jednom granate spirale
g)..........Aso
Primer: NGC 5278
4) Spiralni krakovi oblikuju sjajan prsten
h)..........Asr
Primer: NGC 4736
5) Dvojbena veza prstena sa središtem
i)..........Ass
Primer: NGC 936
6) Prsten ili krakovi povezani sa središtem kroz prečku
j)..........Asp
Primer: NGC 1326
7) Spiralni krakovi imaju neku dodatnu maglinu
k)..........Asa
Primer: NGC 5194-95

### Zaključak
Lundmarkova je klasifikacija isključivo morfološka. Podela na razrede temelji se na spoljašnjem obliku, odnosno stupnju razvijenosti spiralnih krakova: prvo su magline bez oblika, zatim slede simetrične magline bez spiralne strukture, potom magline kod kojih se može nazreti spiralna struktura, te na kraju magline sa spiralnom strukturom. Podela unutar razreda izvršena je na temelju stupnja koncentracije prema središtu. Fizička svojstva galaksija ne mogu se doznati iz ove klasifikacije (za razliku od Habl-Sandidž sistema, gde se može, na primer, pratiti smer evolucije). U sledećoj tablici prikazano je upoređenje Lundmarkove i Habl-Sandidž klasifikacije:
| Lundmark | Habl-Sandidž    |
| -------- | --------------- |
| Aa       | Sc              |
| Ae       | E, S0, SB0      |
| Am       | Irr I           |
| As       | Sa, Sb, Sc, SBa |

Sledeća tabela prikazuje popis navedenih primera u ovom prikazu Lundmarkove klasifikacije, njihov tip u toj klasifikaciji, te radi poređenja tip u Habl-Sandidž sistemu:
| NGC     | Lundmark | Habl-Sandidž |
| ------- | -------- | ------------ |
| 936     | Ass      | SBa          |
| 1326    | Asp      | -            |
| 1600    | Ae2      | E5           |
| 2537    | Aa       | Sc           |
| 4278    | Ae4      | E1           |
| 4302    | Ae0      | -            |
| 4382    | Ae3      | S0           |
| 4449    | Am0      | Irr I        |
| 4486    | Ae5      | E0 pec       |
| 4594    | As0      | Sa/Sb        |
| 4736    | Asr      | Sb           |
| 5144    | Aa       | -            |
| 5278    | Aso      | -            |
| IC 2233 | Ae1      | -            |

## Habl-Sandidž klasifikacija

### Uvod
Habl je ovaj oblik klasifikovanja galaksija predložio 1925. godine, a sistem se prvi put javlja detaljno opisan u Hablovoj knjizi The Realm of the Nebulae („Carstvo maglina”) 1936. godine. Shema toga prvobitnog sistema sastoji se od niza eliptičnih galaksija (E) koji se kreće od E0 (okrugli oblik) do E7 (lećoliki oblik) i dva paralelna niza spiralnih galaksija: normalnih spiralnih galaksija (S) i prečkastih spiralnih galaksija (SB). Svaki od ta dva niza podeljen je na tri dela: rani (a), intermedijarni (b) i kasni (c). Na kraju se ta dva paralelna niza opet spajaju u jedan koji predstavlja galaksije nepravilnog oblika podeljene u dva tipa (I i II) prema mogućnosti razlučivanja zvezda.
Neprikladnost prvobitnog sistema očituje se u tome što paralelni tipovi spiralnih nizova označeni jednakim indeksima (a, b,c) nemaju jednake karakteristike razvijenosti spiralnih krakova i građe (npr. rane S galaksije (Sa) nisu slične ranim SB galaksijama (SBa), nego više intermedijarnim SB galaksijama (SBb)). Tip SBa ove klasifikacije obuhvatao je sve galaksije bez spiralne strukture, ali s izraženom prečkom, a odgovarajući deo u S nizu (Sa) sadržavao je galaksije s razvijenom spiralnom strukturom čije je prisustvo, gde nije mogla biti direktno  otkrivena, pretpostavljena, a nemogućnost njenog otkrivanja pripisivana je nezgodnom položaju galaksija ili nekim drugim uzrocima. Osim toga, prelaz od E7 na Sa bio je previše nagao, pa je bilo potrebno pretpostaviti prelazne oblike, dok kod prečkastih galaksija to nije slučaj, jer SBa galaksije još uvek nemaju spiralnu strukturu, pa kao takve predstavljaju prelaz od E7 na SB niz.
Sakupljanjem podataka i povećanjem broja kvalitetnih fotografija, nedostatak prvobitne Hablove klasifikacije je ispravljen. Otkrivene su mnoge galaksije kasnije od tipa E7, a još uvek ranije od Sa (što znači, bez prečkaste građe). To su galaksije s eliptičnošću koja prelazi granice razreda E, ali još uvek bez znakova spiralne strukture. Kako je taj podrazred, po svojim osnovnim karakteristikama, stajao paralelno s SBa (onim iz 1936. godine), morala je u novom sistemu biti uvedena još jedna izmena i to u SB nizu, kako bi se oznake i osobine galaksija podudarale. To je bilo učinjeno na način
prikazan u sledećoj tablici:
| Stara oznaka | Oznaka u revidiranom sistemu |
| ------------ | ---------------------------- |
| Sa           | S0 Sa                        |
| Sb           | Sb                           |
| Sc           | Sc                           |
| SBa          | SB0                          |
| SBb          | SBa SBb                      |
| SBc          | SBc                          |

Tako sad u oba niza oznaka a označava pojavu spiralnosti, a indeks 0 prelazni stupanj, to jest, galaksije kasnije od E7, ali bez spiralne građe. Na Sl. 1. je prikazan konačni izgled Habl-Sandidž klasifikacije.
Habl je umro 1953. godine, a sređivanja njegovih rukopisa prihvatio se Alan Sandidž koji je pritom unosio i neke svoje izmene, te je stoga u naziv ove klasifikacije uključeno i njegovo ime.

### Opis klasifikacije
Habl je, za razliku od Lundmarka, podelu izvršio na temelju tri klasifikacijska kriterijuma:
1) relativna veličina nerazlučenog područja jezgra
2) otvorenost spiralnih krakova
3) stupanj razlučenosti krakova u zvezde
Na Sl. 2. prikazana je detaljna shema klasifikacije. Na levoj strani su ranije, na desnoj kasnije galaksije (ne odnosi se na razvoj), kako ih je nazivao Habl. Ranija galaksija, u odnosu na neku kasniju, ima relativno veće nerazlučeno područje jezgra, manje otvorene spiralne krakove, te manji stupanj razlučenosti krakova u zvezde.
1) Razred E - eliptične galaksije
Ovaj najraniji razred obuhvata galaksije potpuno simetričnih oblika kod kojih su dve ose jednake, a treća može, ali ne mora, biti manja. Raščlanjivanje u tipove napravljeno je na temelju geometrije projiciranih slika, jer stvarna eliptičnost kod nekih nije bila poznata (osim kod tipa E7), to jest, nije bila poznata orijentacija glavnih osa prema pravcu gledanja. Podela je, dakle, izvršena isključivo prema stupnju eliptičnosti koji je izražen formulom: {\displaystyle n=10\times \left[1-\left({\frac {b}{a}}\right)\right]} gde je a prečnik velike ose, b prečnik male ose (Sl. 3).
Tako se dobija osam tipova, označenih od E0 do E7 (za tip E0, n=0; za tip E7, n=7). Eliptičnih galaksija spljoštenijih od E7 nema, jer one kod kojih je n veće od 7 pokazuju tragove osnovne ravnine (spoljašnje područje niskog površinskog sjaja) koja je karakteristična za spiralne galaksije i to su galaksije tipa S01.
Stvarna eliptičnost galaksije nije poznata, pa, na primer, jedna galaksija tipa E5 može u projekciji da predstavlja bilo koju od E0 do E5. Statistički je bilo utvrđeno (pod pretpostavkom da su simetrične ose slučajno orijentisane u prostoru) da su stvarne eliptičnosti raspodeljene gotovo jednolično od E0 do E7 kao i u prividnim tipovima (a ne da ima više E0 nego E7, zbog spomenutih razloga).
Zajednička svojstva svih E galaksija su ova:
- površinski sjaj opada ravnomjerno od jezgre prema rubu
- razlučivanje u zvezde je gotovo moguće, ili vrlo teško
- galaksije se sastoje uglavnom od starih zvezda (koje su verojatno u istom stadijumu razvitka kao i zvezde u kuglastim skupovima
- prašine takođe nema (videti 3.3. Zaključak - o odnosu prašine i mladih zvezda u galaksijama)

Kako u eliptičnim galaksijama nema prašine, ne mogu se stvarati mlade zvezde, jer nema više materijala, pa takve galaksije možda predstavljaju poslednje stadijume u razvoju.
Primeri galaksija tipa E:
| NGC     | tip   |
| ------- | ----- |
| 185     | Epec  |
| 750-751 | E0/E0 |
| 3377    | E6    |
| 4278    | E1    |
| 4406    | E3    |
| 4486    | E0pec |
| 4621    | E5    |
| 4697    | E5    |
2) Prelazni razred s eliptičnih na spiralne galaksije
U prvobitnoj Hablovoj klasifikaciji ovaj razred još nije bio prepoznat. Habl tek kasnije uočava nužnost postojanja tog prijelaznog razreda, te ga u klasifikaciji iz 1936. godine uvodi kao hipotetički, a do 1950. godine ovaj je razred ustanovljen i empirijski. Razred se sastoji od dva podrazreda: S0 (galaksije otkrivene ili prepoznate nakon 1936. godine) i SB0 (to su SBa galaksije u sistemu iz 1936. godine).
1. Podrazred S0 - prelaz sa eliptičnih na normalne spiralne galaksije
Galaksije podrazreda S0 spljoštenije su od E7 galaksija (ali ne moraju biti), ali još uvek ne pokazuju spiralnu strukturu. Uočavaju se tragovi osnovne ravni. Ove galaksije nemaju prečku, pa su sastavni deo niza normalnih spiralnih galaksija.
Spljoštenost ovih galaksija takođe zavisi od orijentacije glavnih osa u odnosu na pravac gledanja, ali stvarna spljoštenost je veća nego kod E7 galaksija, o čemu svedoči pojava osnovne ravni. To je verojatno posledica velike brzine rotacije, zbog čega dolazi do izbacivanja tankog sloja materije. Tako galaksija ima oblik koji se sastoji iz gustog jezgrinog područja, oko kojeg se nalazi tanki omotač, ili disk (nema ravnomerna opadanja sjaja od jezgre prema periferiji).
Kao prijelazni oblik, galaksije S0 poseduju svojstva kako eliptičnih tako i normalnih spiralnih galaksija: odsustvo krakova i odsustvo prašine približuje ih eliptičnim galaksijama, dok ih spljoštenost i pojava ravni svrstava među spiralne. Podrazred S0 podeljen je u tri tipa:
S01 tip najbliži je E razredu. Mogu se uočiti začeci osnovne ravni. Površinski sjaj ravnomerno opada od jezgre prema rubu.
Primeri NGC: 1201, 3329, 4150, 4684, 4762, 7457
NGC 3115 (E7/S01)
S02 tip predstavlja galaksije slične S01 galaksijama, samo ovde površinski sjaj ne opada tako ravnomerno, nego se čini kao da je jezgro okruženo tamnijim omotačem. Primećuju se i manji apsorpcioni pojasevi u obliku laganih krakova.
Primeri NGC: 524, 3065, 4215, 4111, 7332
S03 tip obuhvata galaksije kod kojih je unutar jezgra nađen apsorpcioni pojas koncentričan s njom, pa se čini da je jezgro okruženo svetlim prstenom. Ovo ukazuje na nešto veće količine prašine nego kod prethodnih tipova.
Primeri NGC: 3032, 4459, 4710, 404
Naravno da nema neke stroge granice među ovim tipovima, pa se javljaju i međuoblici, a isto tako ima i galaksija koje se, zbog specifičnog oblika, ne mogu smestiti niti u jedan tip, iako je sigurno da pripadaju ovom razredu, pa se takve označavaju s S0pec (Primer: NGC 2685).
U ovom podrazredu počinju se razlikovati dve varijante galaksija koje se mogu pratiti kroz celi niz normalnih spiralnih galaksija (ove varijante postoje i kod prečkastih spiralnih galaksija). U S02 tipu uočavaju se začeci krakova koji idu od jezgra, dok u S03 tipu oni izlaze tangencijalno na postojeći prsten. Prva varijanta označava se s (s), a druga s (r). Te su varijante ilustrovane na slici 7.
2. Podrazred SB0 - prelaz s eliptičnih na prečkaste spiralne galaksije
Kao što je već spomenuto, ovaj je podrazred dobiven iz SBa (starog) tipa, nakon uvođenja podrazreda S0, da bi se očuvala paralelna povezanost u istim razredima.
Granice podrazreda su: na E strani prisutnost prečke, a na SB strani odsutnost prave spiralne građe. Glavna svojstva ovih galaksija jesu:
- prečka koja prolazi kroz jezgro i završava se na krajevima leće (omotača)
- leća nižeg intenziteta sjaja koja je koncentrična s jezgrom i okružuje ga
- ponekad spoljašnji omotač ili spoljašnji prsten

Razvoj prečke ide u nizu od ranijih prema kasnijim oblicima, te je, uz osnovne kriterije, podela na tipove izvršena i na temelju stupnja razvijenosti prečke. Razlikuju se tri tipa: SB01, SB02 i SB03 (idu paralelno s S01, S02 i S03, videti sliku 2.).
SB01 tip je najraniji. Uočljivo je dosta široko područje jačeg sjaja koje se proteže kroz leću pod dosta proizvoljnim uglom (efekat geometrije projektovanih slika), a predstavlja prečku. Ona je još uvek dosta nejasna i teško se sledi.
Primeri NGC: 1023, 4435, 4612
SB02 tip obuhvata galaksije kojima je područje jačeg sjaja uže nego kod tipa SB01, te se može razlikovati jezgra od prečke, pa i detalji prečke. Može se uočiti da se prečka na krajevima završava s područjima koja su nešto šira i povišenog su sjaja (videti sliku 9.)
Primeri NGC: 2859, 2950 (SB01/SB02), 4262 (SB02/SB03)
SB03 tip galaksija ima najrazvijeniju prečku u SB0 podrazredu koja daje veliki doprinos sjaju čitavog sistema. Neki primeri ovoga tipa pokazuju začetke spiralne građe. U većini slučajeva to je obično prsten koji dodiruje krajeve prečke.
Primeri NGC: 4262(SB02/SB03), 4643 (SB03/SBa(r))
Iz SB03 tipa odvajaju se dva paralelna niza koji se mogu slediti kroz celi SB podrazred: jedan niz čine galaksije kod kojih krakovi počinju tangencijalno na spoljašnji prsten i te se galaksije označavaju sa (r). Drugi niz čine galaksije čiji krakovi započinju s krajeva prečke i te se galaksije označavaju sa (s). (Videti sliku 10. i sliku 2.)
3) Razred spiralnih galaksija
Razred spiralnih galaksija obuhvata dva podrazreda koji čine zasebne nizove: S i SB niz. U svakom nizu postoje po dve varijante koje čine zasebne nizove: (r) i (s) niz (videti sliku 2.). Tek ovde naročito dolaze do izražaja 2) i 3) kriterijumi klasifikovanja (opisani u poglavlju Opis klasifikacije), jer se tu susreću galaksije s razvijenom i dobro uočljivom spiralnom građom. (Na prvi pogled moglo bi se učiniti da se prvi kriterijum s kriterijima za krakove, no pregled velikog broja fotografija pokazao je da ima Sa galaksija (klasifikovanih po kriterijima 2) i 3), koje već imaju mala jezgarska područja. Zato se pripadnost galaksija a, b ili c tipu temelji prvenstveno na svojstvima krakova. Naprotiv, izgleda da postoji jak međusobni odnos između čvrstoće spiralnog oblika i razlučivanja zvezda u krakovima.)
U svakom nizu (podrazredu) podela je izvršena na tri tipa: rani (a), intermedijarni, ili međuprelazni (b) i kasni (c), koji stoje paralelno (Sa i SBa, itd.). Granice među tipovima nisu oštre, dapače postoje kao prelazni oblici i međutipovi )npr. Sa/Sb). Idući od ranijih prema kasnijim tipovima, uočavamo postupno smanjivanje jezgrinog područja, spiralni krakovi postaju sve otvoreniji i mogućnost razlučivanja krakova sve je veća. Kod kasnih Sc galaksija (Sandidž ih je označio s Sd, kao prelazni oblik) spiralni krakovi su toliko otvoreni da se već pomalo gubi oblik galaksije i ona je sve sličnija nepravilnim galaksijama (Irr). Kasniji tipovi imaju takođe i veće količine prašine i veće količine mladih zvezda, dok je starih zvezda sve manje (one su uglavnom u malom jezgru).
a) Tipovi spiralnih galaksija s indeksom a
Sa tip predstavlja prve prave spiralne galaksije. Spiralni krakovi su čvrsto zamotani i glatki, a skoro bez razlučivanja u zvezde. U kasnijim primerima može se uočiti prisustvo manjih količina prašine. Ne valja se čvrsto držati podele na temelju prvog kriterija, jer veliko jezgrino područje nije preduslov za Sa galaksije. Zato je moguća podela na podtipove temeljena na karakteristikama jezgrinog područja (podtip NGC 1302 s većim jezgrinim područjem i podtip NGC 4866 s manjim jezgrinim područjem).
Primeri:
| NGC  | NGC  |
| ---- | ---- |
| 1302 | 2811 |
| 3898 | 3368 |
| 718  | 3623 |
| 2775 | 4274 |
| 2681 | 4293 |
| 4378 | 4457 |
| 4866 | 5614 |
SBa tip predstavlja najranije galaksije podrazreda SB. Krakovi su još dosta slabo razvijeni, čvrsto zamotani i vrlo glatki. Prečka je slična kao u SB03 tipu. Prašinasti pojasevi su još uvek dosta retki. U kasnijim primerimma počinje razlučivanje krakova u zvezde.
Primeri:
| NGC  | tip       |
| ---- | --------- |
| 175  | SBa(s)    |
| 2217 | SBa(r)    |
| 3185 | SBa(s)    |
| 4314 | SBa(s)pec |
| 5566 | SBa(r)    |
| 7743 | SBa(s)    |
b) Tipovi spiralnih galaksija s indeksom b
Sb tip obuhvaća veliki broj galaksija intermedijarnih od Sa do Sc. Zbog toga je moguća podela na veći broj podtipova. Krakovi su otvoreniji nego kod Sa, jezgrino područje je manje, u krakovima je u većoj meri moguće razlučivanje u zvezde i zamećuju se nešto veće količine prašine.
Primeri:
| NGC  | NGC  | NGC  |
| ---- | ---- | ---- |
| 23   | 2841 | 3333 |
| 210  | 3031 | 4450 |
| 224  | 3145 | 4565 |
| 488  | 3147 | 4569 |
| 615  | 3521 | 4580 |
| 891  | 3627 | 4699 |
| 972  | 3705 | 4736 |
| 1068 | 4062 | 4826 |
| 1832 | 4216 | 5055 |
| 1964 | 4237 | 6814 |
| 2841 | 7217 | 7331 |
SBb tip predstavlja intermedijarne oblike u podrazredu prečkastih galaksija. Vrlo oštra je podela u dve varijante (s) i (r). Dobro je definisana struktura prečke. Krakovi su jače odmotani nego kod SBa, moguće je razlučivanje zvijezda u krakovima, uočene su veće količine prašine.
Primeri:
| NGC  | tip     |
| ---- | ------- |
| 1097 | SBb(s)  |
| 1300 | SBb(s)  |
| 1398 | SBb(r)  |
| 2523 | SBb(r)  |
| 3351 | SBb(rs) |
| 4394 | SBb(sr) |
| 4548 | SBb(sr) |
| 4593 | SBb(rs) |
| 5383 | SBb(s)  |
Kao što se iz nekih primera vidi, postoje prelazni oblici (sr) i (rs), a isto tako, mogu se uočiti i prelazni oblici poput SBb/Sb.
c) Tipovi spiralnih galaksija s indeksom c
Sc tip su galaksije koje karakteriziraju mnogostruki spiralni krakovi koji su jako rašireni i koji poseduju visok stupanj razlučivanja u zvezde i vrlo mnogo prašinastih delova. Gotovo redovno krakovi se nakon 90° granaju. Iako razlučivanje u zvezde zavisi i od same udaljenosti galaksije, kod ovog tipa je to toliko izraženo da je ono otkriveno i u primerima sa crvenim pomakom koji ukazuje na brzine veće od 15.000 km/sek.
Galaktike Sc tipa pokazuju veliku raznolikost oblika, pa se može razlikovati barem šest glavnih podtipova predstavljenih razvojem duž niza od ranih prema kasnijima. Kasniji primeri toliko su razvijeni da je nemoguće uočavanje (s) i (r) varijanti, a i oblik im je toliko nepravilan da se jako približavaju Irr galaksijama. Takve kasne primere Sandidž je označio s Sd.
Primeri:
| NGC | NGC  | NGC  |
| --- | ---- | ---- |
| 45  | 1084 | 3810 |
| 157 | 1232 | 4244 |
| 253 | 1637 | 4793 |
| 598 | 2403 | 7314 |
SBc tip karakterizira velik stupanj razlučivanja prečke i spiralnih krakova, kao i otvorenost spiralnih krakova do granica s Irr razredom. Kod galaksija ovog tipa opažaju se velike količine prašine (i mladih zvezda).
Primeri:
| NGC  | tip     |
| ---- | ------- |
| 1073 | SBc(sr) |
| 2525 | SBc(s)  |
| 3367 | SBc(sr) |
| 4088 | SBc/Sc  |
| 7640 | SBc(s)  |
| 7741 | SBc(s)  |
4) Razred nepravilnih galaksija, Irr
Razred nepravilnih galaksija obuhvaća 2,5% svih galaksija sjajnijih od mpg = 13,0. Oštra je podjela u dva tipa: Irr I i Irr II. Galaktike ne pokazuju nikakvu simetriju. Spiralna struktura je potpuno odsutna. Ne postoji nikakvo centralno sjajno područje.
Irr I tip obuhvaća galaksije kod kojih je moguće visoko razlučivanje u sjajne zvezde tipa O i B. Prisutno je dosta prašine.
Primeri: IC 1613, IC 2574, NGC 2366
Ovdje spadaju Veliki i Mali Magelanov oblak, ali izgleda da oni poseduju slabo izraženu prečku, u kojem slučaju onda spadaju pod SBc tip.
Irr II tip su galaksije koje uopšte ne pokazuju razlučivanje u zvezde. Ima mnogo tamnih apsorpcionih pojaseva i mrlja. Uglavnom su dosta niskog površinskog sjaja. Kako ni kod bliskih galaksija ovog tipa nema razlučivanja zvezda, one su, zasad, zagonetka.
Primeri: M 82, NGC 3077, NGC 5195, NGC 520

### Zaključak
Kriterijumi kojima se koristi klasifikacija Habl-Sandidž isključivo su morfološki. Tako je dobijen karakteristični dijagram tog sistema (Sl. 1. odn. Sl. 2.), a kasnije su uočene činjenice koje takođe slede shemu sistema. Uočeno je da su ranije galaksije siromašnije mladim zvezdama i prašinom i da sadrže uglavnom starije zvezde, dok kasnije galaksije sadrže uglavnom mlade i vruće zvezde kao i velike količine prašine. Jezgra galaksija sastoje se od starih zvezda sličnih zvezdama populacije II, dok se krakovi i omotač sastoje iz mlađih zvezda i prašine. Sve to ukazuje na to da bi Habl-Sandidž sistem verovatno mogao predstavljati dijagram evolucije galaksija koja se kreće od Irr prema E, to jest, zdesna nalevo. Tome u prilog ide otkriće da je odnos između količine prašine i mladih zvezda u svim tipovima 1:1. To bi značilo da, dok ima prašine, ima i stvaranja mladih zvezda; što je prašine manje, mlade se zvezde sve manje stvaraju, a kad prašine nema, nema niti stvaranja mladih zvezda. Neophodno je naglasiti i to da pravac razvoja duž tog niza nije generalno prihvaćen.
Prednost je Habl-Sandidž sistema što se zasniva na najuočljivijim svojstvima galaksija (razvijenost spiralnih krakova i veličina jezgra) i što svrstavanje neke galaksije u jedan od tipova prikazuje srazmerno puno karakteristika te galaksije. Glavni je nedostatak tog sistema u tome što je vrlo teško smestiti prelazne oblike i one koji generalno odstupaju od uobičajenog izgleda. Ovi zadnji uglavnom se označavaju oznakom pec (pekulijarna, neobična). Nedostatke Habl-Sandidž sistema nastojali su da isprave de Vokuleur i Holmberg u svojim modifikacijama ove klasifikacije.
Sledeća tabla sadrži relativne frekvencije galaktičkih tipova:
| Tipovi  | Frekvencija |
| ------- | ----------- |
| E0-E7   | 17%         |
| Sa, SBa | 19%         |
| Sb, SBb | 25%         |
| Sc, SBc | 36%         |
| Irr     | 2,5%        |

## Nove vrste
- Zelena graškasta galaksija (engl. green bean galaxy, skraćenica GBG, takođe i green pea galaxy.[3] Otkrivena je posmatranjima ESO-vog Vrlo velikog teleskopa (Very Large Telescope, VLT), teleskopa Blizanci Jug (Gemini South) i teleskopa Kanada-Francuska-Havaji (Canada-France-Hawaii Telescope, CFHT). Dobila je nadimak zbog neuobičajene pojave. Ona proizvodi sjajno intenzivno svetlo, koje se emituje iz okruženja divovskih crnih rupa i među najređim su objektima u svemiru. Kod ove vrste galaksije sve sija, ne samo središte. Sjaje neobičnim zelenim sjajem.[4] Za ovu vrlo retku vrstu astronomskih objekata smatra se da su kvazarska jonizacijska jeka.[5][6][7] Radi se o novoj galaksiji NGC 6861, izvorno otkrivenoj 1826, za koju se smatra da je izvorno bila spiralna koja je prešla u lećastu. Njena svojstva su otkrivena tek nedavno.[тражи се извор] Novi je objekt dobio oznaku J224024.1−092748 (skraćeno J2240).[3]

## Literatura
- Hubble, E. P. (1936). The Realm of the Nebulae. New Haven: Yale University Press. LCCN 36018182.
- Sandage A. The Habl Atlas of Galaxies. Washington: Carnegie Institution of Washington. 1961.
- de Vaucouleurs G. Classification, Dimensions and Distances of Bright Southern Galaxies. Sky and Telescope 1957;16(12).
- Struve O. Classifying the Galaxies. Sky and Telescope 1959;18(3).
- van den Bergh S (1960). „Luminosity CLassification”. Astrophysical Journal. 131: 558..
- Holmberg E. A Photographic Photometry of Extragalactic Nebulae. Lund Obs. Medd. Ser. II, Nr. 136, 1958.
- Lundmark K. Studies of Anagalactic Nebulae. First Paper. Medd. Astron. Obs. Uppsala, No. 30, 1927.
- Morgan WW, Mayall N. A Spectral Classification of Galaxies. Publications of the Astronomical society of the Pacific 1957;69(409).
- Morgan WW. A Preliminary Classification of the Forms of Galaxies According to Their Stellar Population. Publications of the Astronomical Society of the Pacific 1958;70(415).
  - Part Two. 1959;71(422).
- Morgan WW. Some Characteristics of Galaxies. The Astrophysical Journal 1962;135(1).
- Dr. Goran Ivanišević, rukopisni prevodi navedene literature.
- Ivan Tadej, Klasificiranje galaksija (radnja, rukopis), Pokret Nauku mladima, Zagreb, 1974.